# Charlotte Lawrence
Charlotte Sarah Lawrence (Los Angeles, 8 de junho de 2000) é uma cantora e modelo norte-americana. É filha da atriz Christa Miller e do realizador Bill Lawrence.[carece de fontes?]

## Discografia
- Everybody Loves You
- Sleep Talking
- Psychopath (com Nina Nesbitt e Sasha Sloan)
- Just The Same
- Keep Me Up
- Falling Skies
- Seventeen
- You’re The One That I Want
- The Finish Line (single de estreia)
- Young & Reckless
- I Bet
- Wait Up
- Stole Your Car
- Mine
- Bloodstream
- Say It